# Town and gown

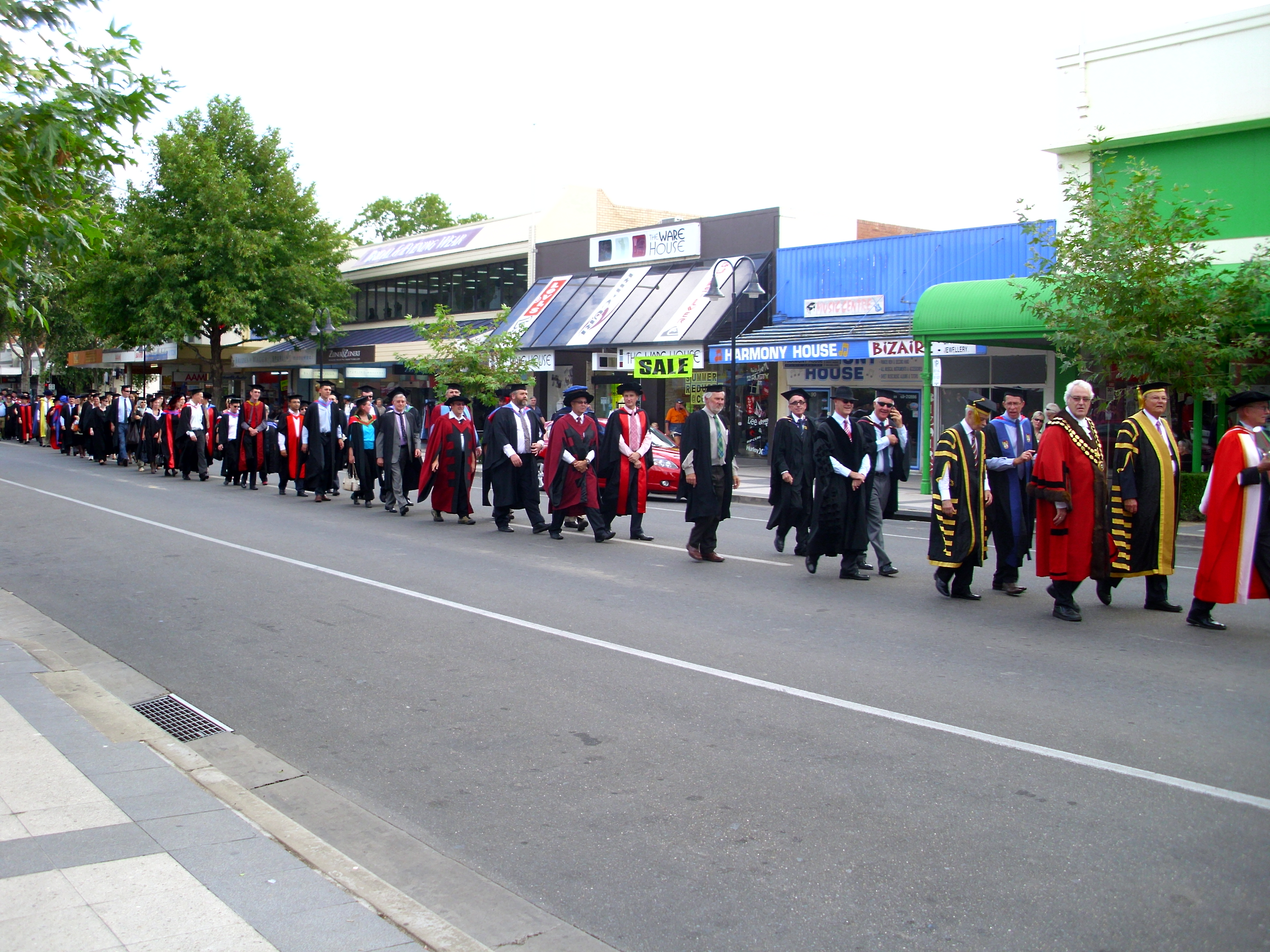
Corteo accademico town-and-gown della Charles Sturt University a Wagga Wagga, Australia

Town and gown è un paradigma della letteratura storica di lingua anglosassone che individua e accosta, attraverso un termine metaforico, le due distinte componenti comunitarie che animano una città universitaria in un complesso sistema di relazioni sociali, economiche e politiche che, fin dagli albori nel Medioevo, ha sempre esibito aspetti di criticità ma che, d'altro canto, è stato un elemento cruciale sia nella storia dell'università, sia nelle vicende e nello sviluppo delle singole città interessate dalla presenza di comunità accademiche. 
Nella metafora, town fa riferimento alla comunità autoctona locale e non accademica (i cosiddetti townies), mentre gown (toga) è una metonimia che identifica, in base al codice dell'abbigliamento accademico, la componente studentesca, di estrazione non locale, composta da studenti fuori sede ma residenti temporaneamente in città per motivi di studio.

## Storia

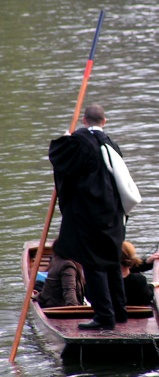
Veste accademica con toga e cappuccio per il bachelor degree dell'Università di Cambridge

L'origine della metonimia "gown" e della contrapposizione con la comunità dei townies nasce dalle dinamiche e dagli storici attriti che sorsero e si consolidarono, con esiti spesso violenti, tra comunità studentesche e accademiche da un lato, e comunità cittadine dall'altro, fin dall'inizio del processo di formazione dell'università medievale, con riferimento, soprattutto, alle più antiche sedi del mondo universitario anglosassone, come Oxford, Cambridge, Durham, Edimburgo, St Andrews, ma il termine è usato anche per descrivere le dinamiche urbane e comunitarie che si realizzano in sedi universitarie di epoca successiva, fino all'età contemporanea, o anche nelle città che, pur prive di componente accademica, ospitano comunque comunità significative di studenti che frequentano le selettive ed esclusive Public school del Regno Unito.
La contrapposizione tra le due fazioni ha generato contrasti intensi e duraturi, la cui origine trovava causa nel generale fraintendimento del significato reciproco delle relazioni che si instauravano tra le due componenti nella città medievale: ad esempio, da un mero punto di vista economico, la vita studentesca aveva un impatto positivo, diretto o indiretto, sulla dimensione economica cittadina e sul conseguente benessere  della fazione dei residenti. 
Nel tempo, la ricerca di una soluzione ai problemi innescati dalla criticità di tali rapporti ha sollecitato l'emanazione di provvedimenti che hanno finito per configurare l'edificazione di un complesso statuto giuridico di protezione accademica che permettesse, a scolari e professori, di perseguire i loro fini nella città ospitante senza soffrire abusi e prevaricazioni dalla comunità locale. 

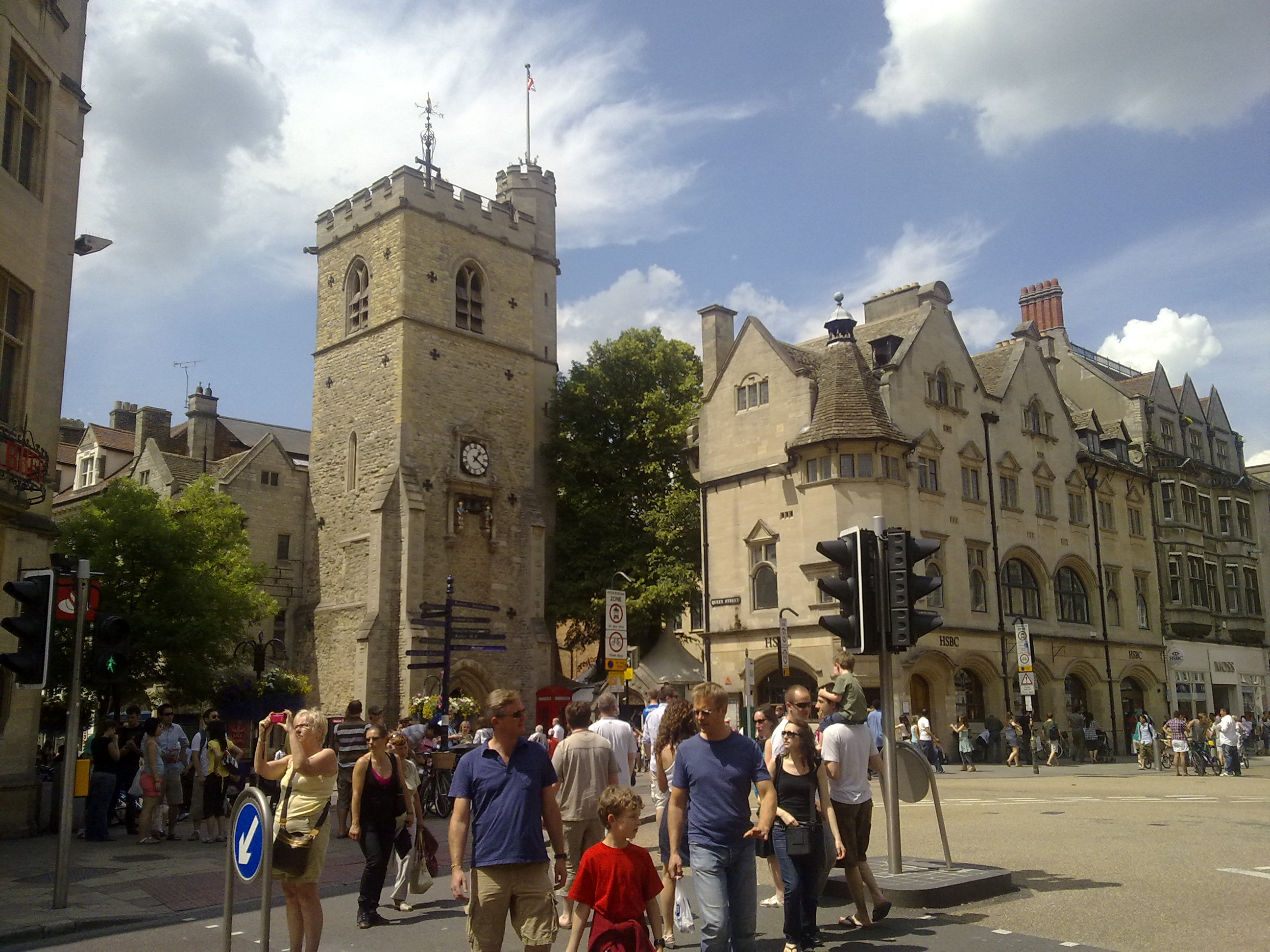
Oxford: Carfax Tower (XIII secolo), testimone della rivolta di santa Scolastica

### Authentica Habita(1155 ca)
Il primo di tali provvedimenti, nell'Occidente latino, fu la costituzione imperiale Authentica Habita emanata da Federico Barbarossa intorno al 1155, con riferimento agli abusi e alle prevaricazioni che magistri e scholares dello Studium bolognese lamentavano di subire dalle autorità e dalla cittadinanza di Bologna. La costituzione dell'imperatore Barbarossa ebbe un'ampia portata giuridica, non limitata allo studio bolognese. La sua influenza si sarebbe protratta nel tempo, fornendo anche il modello a cui si sarebbero ispirati analoghi provvedimenti successivi volti a risolvere dispute tra accademia e cittadinanza delineando il perimetro di obblighi, privilegi e guarentigie del mondo professorale e studentesco.

### Sciopero studentesco parigino (1229)
Tali provvedimenti, in taluni casi, presero spunto proprio da eventi in cui tale contrapposizione, covata sotto la cenere, giunse a esplosioni di violenza, innescate, magari, da un singolo insignificante casus belli e trasformatesi in dure manifestazioni di protesta, con eventuale contorno di gravi episodi di sangue, e strascichi di punizioni, violenze parossistiche, faide cruente. Tali esacerbazioni di attriti latenti hanno lasciato, in alcuni casi, una traccia riconoscibile nella storia, non solo per l'intensità delle manifestazioni e per i lutti causati, ma anche per gli effetti che si produssero sul piano giuridico: è il caso, ad esempio, dello sciopero studentesco del 1229 all'Università di Parigi, che si protrasse per due anni, con il blocco di ogni attività accademica; il boicottaggio delle lezioni portò, il 13 aprile 1231, all'emanazione della bolla pontificia Parens scientiarum di  Gregorio IX in cui, sulla scia della Authentica Habita emanata dal Barbarossa meno di ottant'anni prima, venivano definiti e circoscritti i privilegi e gli obblighi delle Università.

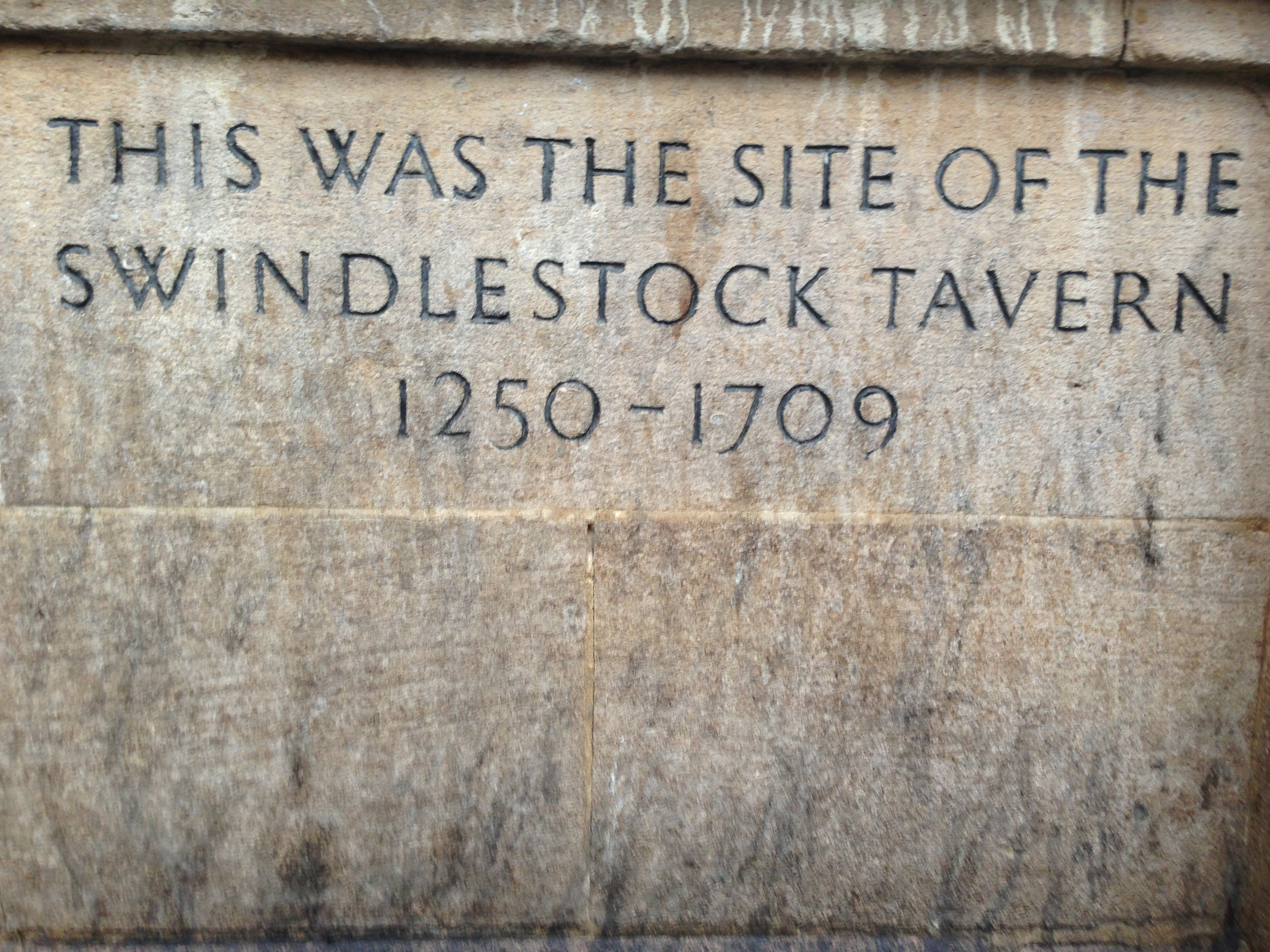
Un'epigrafe sul luogo della taverna Swindlestock (1250-1709)

### Rivolta di Oxford nel giorno di santa Scolastica (1355)
Altro episodio di grande rilievo è la rivolta di santa Scolastica all'Università di Oxford: la sommossa degli studenti scoppiò il 10 febbraio 1355, innescata da una rissa da osteria nella storica taverna Swindlestock, nata da un diverbio vertente sulla qualità delle bevande, tra due studenti, Walter Spryngeheuse e Roger de Chesterfield, e l'oste della taverna, John Croidon. L'alterco si trasformò in un'aggressione fisica ai danni del proprietario della locanda e questo gesto giustificò una rappresaglia degli abitanti locali, sfociata in una serie di scontri successivi che insanguinò le strade di Oxford. 
L'esito della vertenza si risolse, sul piano giuridico, con una chiara vittoria della fazione studentesca oxoniense che, d'altro canto, aveva subito un'altrettanto netta sconfitta sul piano della mera contrapposizione di forze.